# Bandera de la República Socialista Soviética de Bielorrusia
La bandera de la República Socialista Soviética de Bielorrusia fue adoptada por la RSS de Bielorrusia el 25 de diciembre de 1951. Fue utilizada hasta la caída de la Unión Soviética en 1991. Es una modificación de la bandera nacional de la URSS. 

## Descripción
La bandera de la República Socialista Soviética de Bielorrusia se presenta como un paño rectangular de color rojo con una franja verde que se extiende a lo largo (la cual representa a los abundantes bosques de la región), que sobre el cantón presenta una franja vertical roja con un patrón ornamental blanco creado en 1918 por Matrona Markévich, con el martillo y la hoz dorados, y la estrella con bordes dorados en la parte superior del cantón.

## Historia

### Primeros diseños
La primera bandera, adoptada por la República Socialista Soviética Lituano-Bielorrusa durante su existencia en 1919, consistía simplemente en una bandera roja. Luego de la formación de la República Soviética Socialista de Bielorrusia, los caracteres ССРБ (SSRB) fueron añadidos en color dorado al cantón superior al asta. El diseño fue cambiado en 1937,  cambiando los caracteres a БССР (BSSR) en un tipo de letra serif; arriba de los cuales había una estrella roja sobre la hoz y martillo.
La inscripción fue cambiada de nuevo el 19 de febrero de 1937, dejando sólo los caracteres en un tipo de letra sans-serif, que fueron rodeados por un borde dorado; diseño que fue usado hasta la adopción de la última bandera el 25 de diciembre de 1951.

### Diseño de 1951
A finales de la década de 1940 surgió la necesidad política de tener diseños visualmente diferentes de las banderas de las repúblicas de la URSS, especialmente para aquellas que eran miembros de la ONU. Para la bandera de la RSS de Bielorrusia, se eligió como rasgo distintivo de la bandera la imagen del diseño popular bielorruso. La imagen del bordado en el ruchnik (toalla) se encontró en los archivos de Belpramsavyet antes de la Segunda Guerra Mundial. El bordado fue realizado en 1917 por la campesina Matrona Markyevich del pueblo de Kastsilishcha de la región de Sennin, y fue nombrado «El sol naciente». El artista M. I. Gusyew preparó el proyecto de la bandera de la RSS de Bielorrusia basándose en el bordado, con varios elementos simbólicos añadidos.
Simbólicamente, el diseño de la bandera RSS de Bielorrusia se decodifica de la siguiente manera (considerando la franja de diseño colocada horizontalmente):
- la figura del rombo central simboliza el Sol naciente;

- las figuras en forma de cuernos a su izquierda y derecha simbolizan riqueza y bienestar;

- la figura dentro del rombo es la "clave de la felicidad";

- la figura rectangular con los rectángulos más pequeños contiguos de izquierda a derecha es el "signo votivo", que expresa el deseo de que se cumplan las esperanzas;

- la figura del patrón simboliza el pan (estaba ausente en el bordado original, agregado después de algunas discusiones).

### Readopción de la blanca-roja-blanca
El 25 de agosto de 1991 fue readoptada la vieja bandera blanca-roja-blanca, que había sido la bandera nacional de la República Popular Bielorrusa entre 1918 y 1919.
El diseño de la actual bandera de Bielorrusia, adoptado el 10 de diciembre de 1991, es idéntica a su versión soviética con la excepción de que la hoz y martillo fueron removidos.

## Banderas históricas

Bandera de la RSS Lituano-Bielorrusa (1919)
Bandera de la República Soviética Socialista de Bielorrusia (1919)
Bandera de la RSS de Bielorrusia (1919-1927)
Bandera de la RSS de Bielorrusia (1927-1937)
Bandera de la RSS de Bielorrusia (1937-1951)
Bandera de la RSS de Bielorrusia (1951-1991)
Bandera de la RSS de Bielorrusia (1991)